# Literaturjahr 1952
Liste der Literaturjahre

◄◄ | ◄ | 1948 | 1949 | Literaturjahr 1952 | 1953 | 1956 | ►

Weitere Ereignisse

## Ereignisse
- 1. Januar: Die Edition Leipzig, Verlag für Kunst und Wissenschaft wird gegründet, die technischen Fachverlage der DDR erhalten ein neues Profil.
- 17. Februar: Uraufführung des lyrischen Dramas Boulevard Solitude von Hans Werner Henze am Staatstheater in Hannover
- Februar: Start der geschichtswissenschaftlichen britischen Zeitschrift Past & Present
- Mai: Die Werke von André Gide werden von Papst Pius XII. auf den Index librorum prohibitorum gesetzt.
- 16. August: Im Kalkbergstadion in Bad Segeberg beginnen die ersten Winnetou-Festspiele, ab 1954 als Karl-May-Spiele bekannt.
- 6. September: Das Welturheberrechtsabkommen (Universal Copyright Convention) wird in Genf beschlossen.
- 17. Oktober: Ersterscheinung von Samuel Becketts Theaterstück Warten auf Godot; das Stück erscheint auf Französisch als En attendant Godot.
- 19. Oktober: Mit einer Festaufführung von William Shakespeares Hamlet und dem Gast Bernhard Minetti in der Titelrolle wird die Landesbühne Niedersachsen Nord in Wilhelmshaven eröffnet.
- 25. November: Im Ambassadors Theatre in London findet die Uraufführung des Bühnenstücks Die Mausefalle (orig. The Mousetrap) von Agatha Christie statt, das in der Folge zum längstlaufenden Bühnenstück der Welt werden wird.
- Der Diogenes Verlag wird von Daniel Keel in Zürich gegründet.
- Schnee am Kilimandscharo, die Verfilmung der Erzählung Schnee auf dem Kilimandscharo von Ernest Hemingway aus dem Jahr 1936, kommt in die Kinos.

## Literaturpreise
- Carnegie Medal: Mary Norton, The Borrowers (dt. Die Borgmännchen, 1955; auch Die Borger, 1994)
- De Gyldne Laurbær: Karen Blixen
- Frost Medal: Carl Sandburg
- Goethepreis der Stadt Frankfurt: Carl Zuckmayer
- James Tait Black Memorial Prize: Evelyn Waugh, Sword of Honour
- National Book Award/Roman: James Jones, Verdammt in alle Ewigkeit
- National Book Award/Sachbuch: Rachel Carson, The Sea around us (Wunder des Meeres)
- National Book Award/Lyrik: Marianne Moore, Collected poems
- Pulitzer-Preis/Belletristik: Herman Wouk, Die Caine war ihr Schicksal
- Nobelpreis für Literatur: François Mauriac

## Neuerscheinungen

### Belletristik
- Isaac Asimov – Ich, der Robot
- Ingeborg Bachmann – Auch ich habe in Arkadien gelebt
- Max Brod:
  - Beinahe ein Vorzugsschüler
  - Der Sommer, den man zurückwünscht
- Agatha Christie:
  - Vier Frauen und ein Mord
  - Fata Morgana
- Roald Dahl – My Lady Love, My Dove
- Philip K. Dick – The Skull
- Ralph Ellison – Der unsichtbare Mann
- Natalia Ginzburg – Tutti i nostri ieri
- Heinrich Harrer – Sieben Jahre in Tibet
- Ernest Hemingway – Der alte Mann und das Meer
- Patricia Highsmith (als Claire Morgan) – The Price of Salt
- Wolfgang Hildesheimer – Lieblose Legenden
  - darin: Das Ende einer Welt und Das Gastspiel des Versicherungsagenten
- Yasushi Inoue – Schwarze Flut
- Elly Jannes – Elle Kari
- Ernst Jünger – Besuch auf Godenholm
- Yasunari Kawabata – Tausend Kraniche
- Nikos Kazantzakis – Die letzte Versuchung
- Wolfgang Koeppen – Tauben im Gras
- Halldór Laxness – Gerpla
- C. S. Lewis – Die Reise auf der Morgenröte
- Anton Makarenko – Flaggen auf den Türmen (dEA)
- Mouloud Mammeri – La Colline oubliée
- Thomas Mann – Lob der Vergänglichkeit
- Daphne du Maurier – Meine Cousine Rachel
- Harry Mulisch – archibald strohalm
- Mary Norton – The Borrowers
- Benno Pludra – Die Jungen von Zelt dreizehn
- Barbara Pym – Vortreffliche Frauen
- Erich Maria Remarque – Der Funke Leben
- John Steinbeck – Jenseits von Eden
- Eduard Vilde – Aufruhr in Machtra (dEA)
- E. B. White – Wilbur und Charlotte
- P. G. Wodehouse – Schwein oder Nichtschwein

### Drama

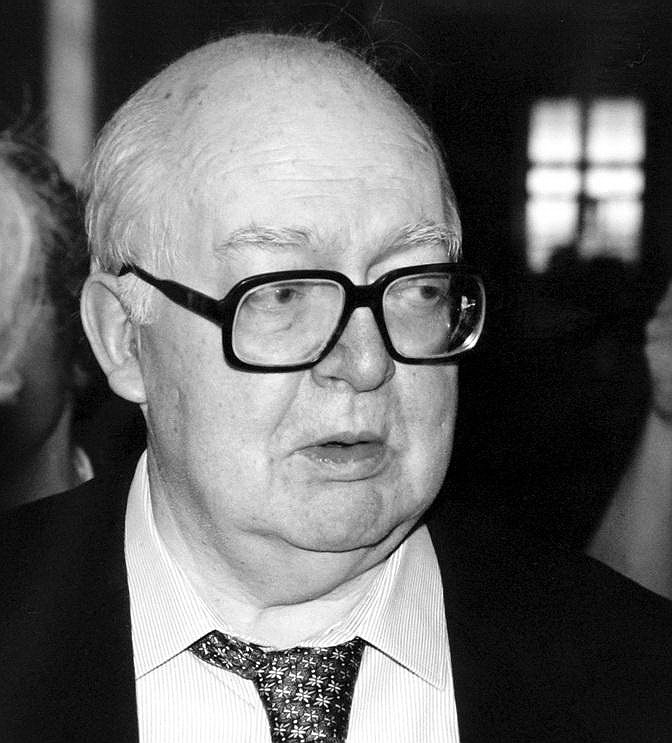
Friedrich Dürrenmatt bei der Verleihung des Ernst-Robert-Curtius-Preises für Essayistik 1989 in Bonn

- Jean Anouilh – Jeanne oder Die Lerche (L’Alouette)
- Friedrich Dürrenmatt – Die Ehe des Herrn Mississippi

### Lyrik
- Paul Celan – Mohn und Gedächtnis

### Sachbuch
- Immanuel Velikovsky – Zeitalter im Chaos

### Bilderbuch und Märchen
- Tove Jansson – Hur gick det sen? Boken om Mymlan, Mumintrollet och Lilla My
- Astrid Lindgren – Im Wald sind keine Räuber (Märchensammlung)
- Astrid Lindgren – Sammelaugust und andere Kinder (Märchensammlung)

## Geburtstage

### Erstes Quartal

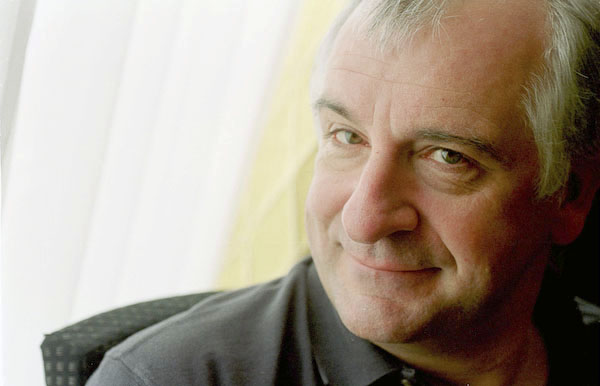
Douglas Adams (Photographie von Michael Hughes)

- 04. Januar: Rudi Schweikert, deutscher Privatgelehrter, Autor und wissenschaftlicher Publizist († 2024)
- 04. Januar: Michele Wallace, US-amerikanische Schriftstellerin
- 11. Januar: Diana Gabaldon, US-amerikanische Autorin
- 12. Januar: Florian Havemann, deutscher Schriftsteller, Maler und Komponist
- 12. Januar: Walter Mosley, US-amerikanischer Autor
- 17. Januar: Monique Proulx, kanadische Schriftstellerin und Drehbuchautorin
- 20. Januar: Fotini Ladaki, deutsche Psychoanalytikerin und Autorin († 2022)
- 20. Januar: Stephan Wackwitz, deutscher Schriftsteller
- 25. Januar: Malan Marnersdóttir, erste feministische färöische Literaturwissenschaftlerin

- 06. Februar: Viktor Giacobbo, Schweizer Autor, Kabarettist, Moderator und Schauspieler
- 06. Februar: Christian Mähr, österreichischer Redakteur und Schriftsteller
- 10. Februar: Gail Rebuck, britische Verlegerin
- 13. Februar: Irene Dische, deutsch-US-amerikanische Schriftstellerin
- 15. Februar: Hans Kruppa, deutscher Schriftsteller
- 15. Februar: Eva Lindström, schwedische Kinderbuchautorin und Illustratorin
- 19. Februar: Amy Tan, US-amerikanische Schriftstellerin
- 21. Februar: Jeff Shaara, US-amerikanischer Militär(roman)schriftsteller
- 22. Februar: Christopher Bram, US-amerikanischer Schriftsteller
- 29. Februar: Tim Powers, US-amerikanischer Science-Fiction-Schriftsteller

- 05. März: Robin Hobb (auch Megan Lindholm), US-amerikanische Schriftstellerin
- 07. März: William Boyd, schottischer Schriftsteller
- 11. März: Douglas Adams, britischer Science-Fiction-Schriftsteller († 2001)
- 22. März: Jean-Claude Mourlevat, französischer Schriftsteller, insbesond. Kinderbuchautor
- 24. März: Quim Monzó, spanischer Autor katalanischer Sprache

### Zweites Quartal

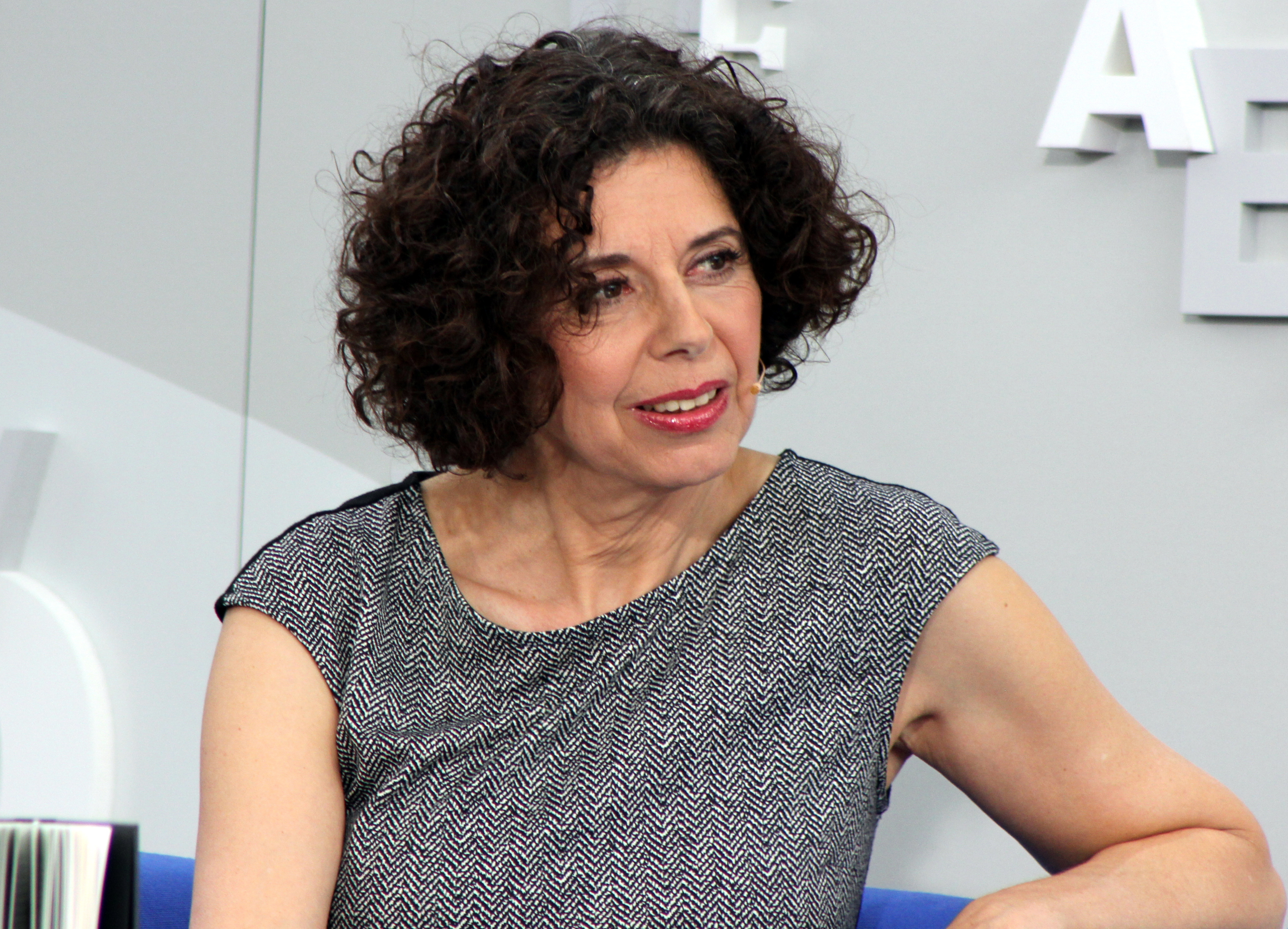
Esther Dischereit (2014)

- 06. April: Sergej Gladkich, russisch-deutscher literarischer Übersetzer
- 10. April: Richard Wagner, rumänisch-deutscher Schriftsteller († 2023)
- 15. April: Ragnar Hovland, norwegischer Schriftsteller und Übersetzer
- 16. April: Mary Ruefle, US-amerikanische Dichterin und Schriftstellerin
- 17. April: Ernest Wichner, deutscher Schriftsteller
- 19. April: László F. Földényi, ungarischer Essayist, Literaturkritiker und Übersetzer
- 23. April: Esther Dischereit, deutsche Schriftstellerin
- 29. April: Carl Friedman, niederländische Schriftstellerin

- 03. Mai: Ruth W. Lingenfelser, deutsche Dichterin
- 17. Mai: Eva Schmidt, österreichische Schriftstellerin
- 18. Mai: Ronald Voullié, deutscher Übersetzer († 2020)
- 29. Mai: Walter Landin, deutscher Schriftsteller († 2021)

- 02. Juni: Ana Cristina Cesar, brasilianische Dichterin und Übersetzerin († 1983)
- 07. Juni: Orhan Pamuk, türkischer Journalist, Schriftsteller und Nobelpreisträger
- 17. Juni: Franz Böni, Schweizer Schriftsteller († 2023)
- 17. Juni: Nikolaus Piper, deutscher Journalist und Kinderbuchautor († 2024)
- 18. Juni: Erich Maas, deutscher Verleger († 2001)
- 20. Juni: Valerio Evangelisti, italienischer Schriftsteller († 2022)
- 20. Juni: Vikram Seth, indischer Schriftsteller und Lyriker
- 21. Juni: David J. Skal, US-amerikanischer Kulturhistoriker, Kritiker und Schriftsteller († 2024)
- 25. Juni: Alan D. Altieri, italienischer Schriftsteller und Übersetzer († 2017)
- 28. Juni: Jean-Christophe Rufin, französischer Arzt, Diplomat, Schriftsteller und Essayist

### Drittes Quartal

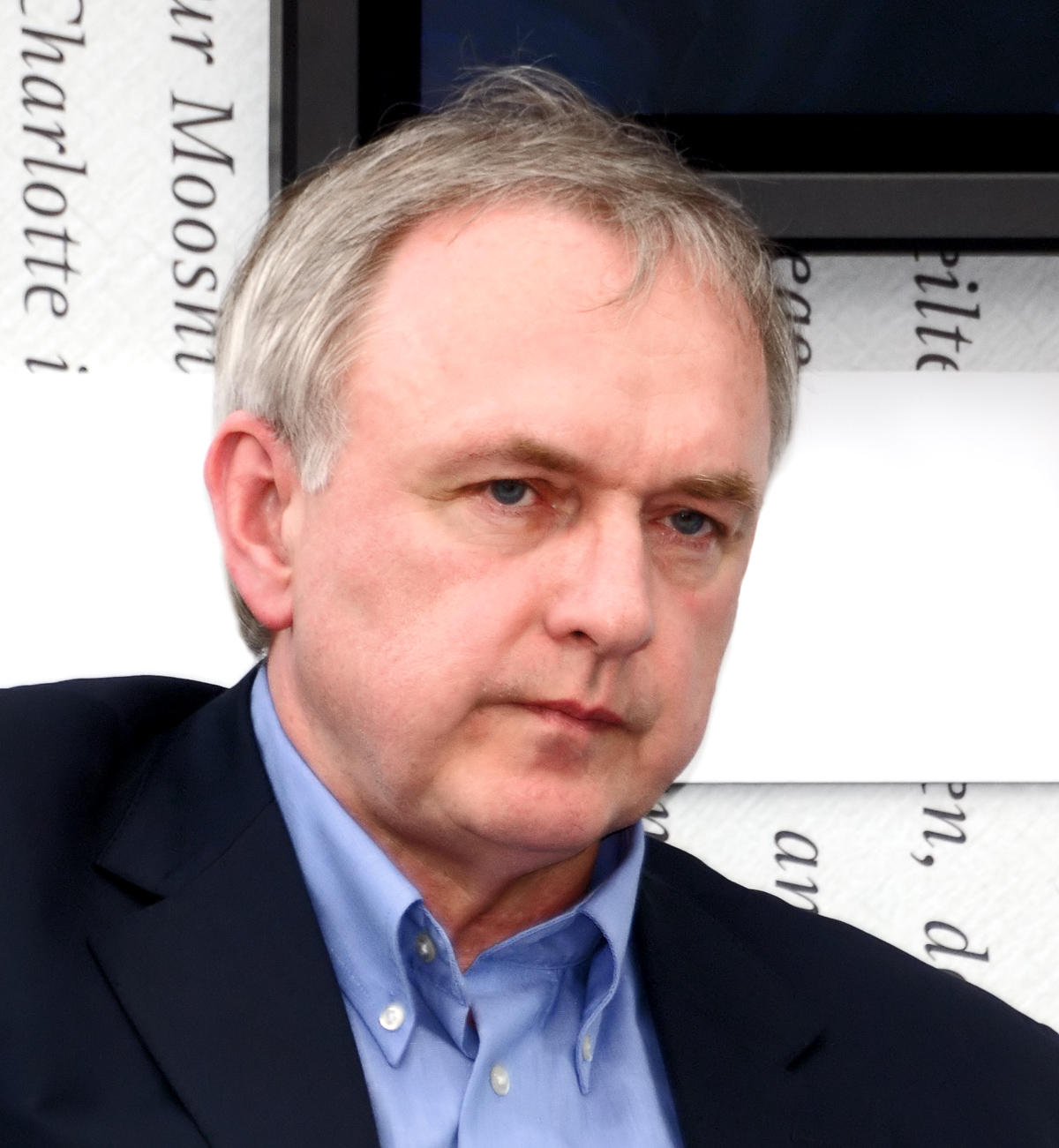
Hans-Ulrich Treichel (2008)

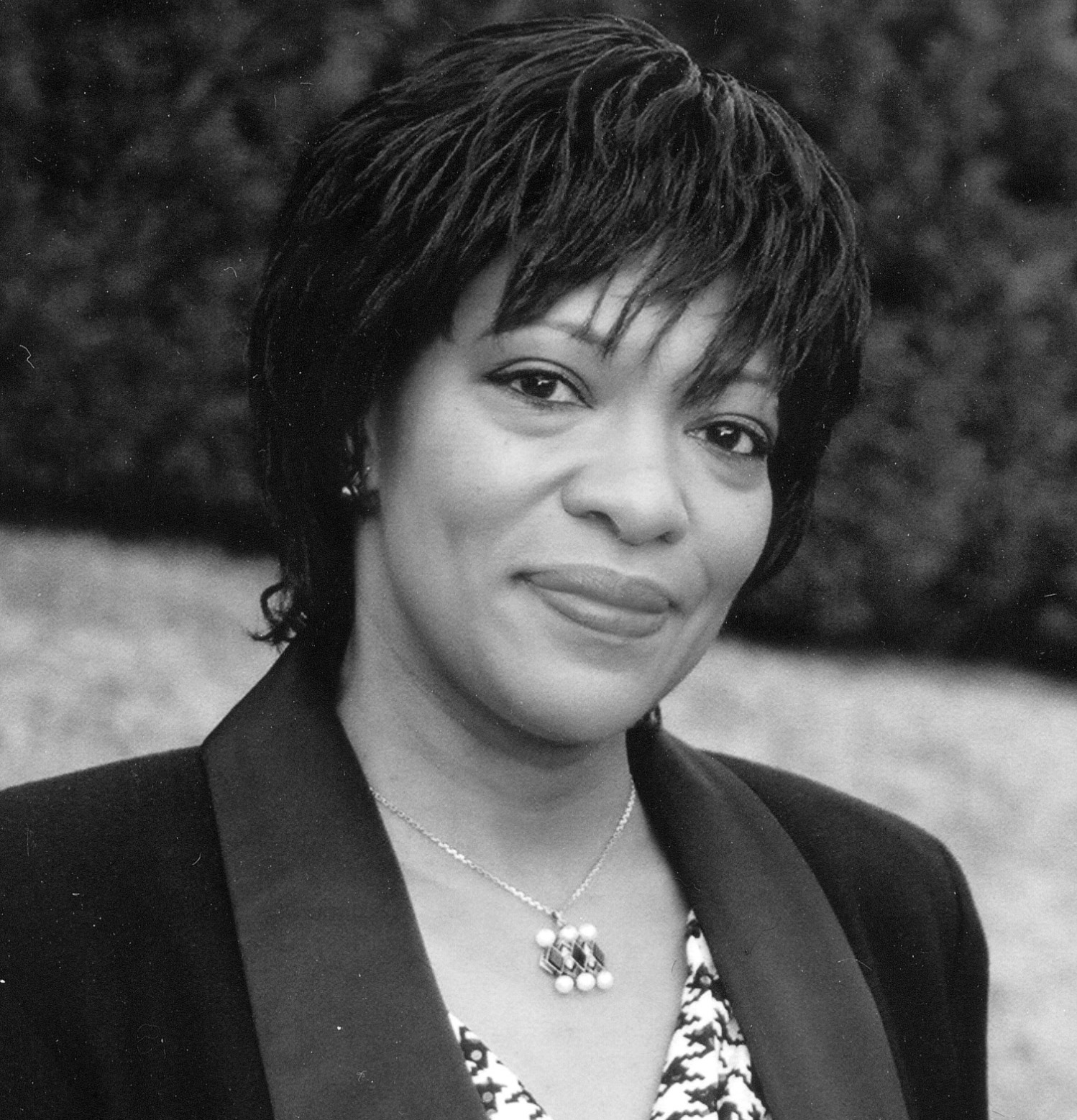
Rita Dove (2004)

- 03. Juli: Rohinton Mistry, indisch-kanadischer Schriftsteller
- 06. Juli: Hilary Mantel, britische Schriftstellerin († 2022)
- 14. Juli: Ramón Fonseca Mora, panamaischer Schriftsteller († 2024)
- 18. Juli: Per Petterson, norwegischer Schriftsteller
- 21. Juli: Peter Schoenen, deutscher Lehrer, Schriftsteller und Sachbuchautor († 2014)
- 23. Juli: Wolfgang Neuhaus, deutscher Übersetzer aus dem Englischen
- 27. Juli: Bud Webster, US-amerikanischer Science-Fiction- und Fantasy-Schriftsteller und Essayist († 2016)
- 29. Juli: Susanne Amatosero, deutsche Malerin, Theater- und Hörspielautorin und Regisseurin

- 01. August: Zoran Đinđić, serbischer Politiker und Schriftsteller († 2003)
- 06. August: Christoph Biemann, deutscher Autor, Regisseur und Fernsehmoderator
- 07. August: Bettina Szrama, deutsche Autorin
- 08. August: Jostein Gaarder, norwegischer Schriftsteller
- 08. August: Dušan Merc, slowenischer Schriftsteller
- 09. August: Hubert Haensel, deutscher Schriftsteller
- 10. August: Jerzy Pilch, polnischer Schriftsteller († 2020)
- 12. August: Hans-Ulrich Treichel, deutscher Schriftsteller
- 22. August: Hans Otfried Dittmer, deutscher Schriftsteller und Verleger
- 25. August: Nina Ohlandt, deutsche (Krimi-)Autorin († 2020)
- 27. August: Corinne Desarzens, französisch-schweizerische Schriftstellerin
- 27. August: Undine Gruenter, deutsche Schriftstellerin († 2002)
- 28. August: Rita Dove, US-amerikanische Lyrikerin

- 03. September: François Emmanuel, belgischer Schriftsteller, Dichter und Dramatiker
- 08. September: Ioanna Karystiani, griechische Schriftstellerin
- 14. September: Martyn Burke, kanadischer Schriftsteller, Drehbuchautor und Regisseur
- 14. September: Celil Oker, türkischer Krimi-Schriftsteller († 2019)
- 17. September: Claude Guillon, französischer Schriftsteller und Essayist († 2023)
- 22. September: Lutz Rathenow, deutscher Lyriker und Prosaautor
- 25. September: bell hooks, US-amerikanische Literaturwissenschaftlerin und Essayistin († 2021)

### Viertes Quartal
- 02. Oktober: Colin Cotterill, britischer Schriftsteller und Cartoonist
- 03. Oktober: Wolfgang Burger, deutscher Kriminalschriftsteller
- 05. Oktober: Hermes Phettberg, österreichischer Künstler, Schauspieler, Autor und Talkmaster († 2024)
- 06. Oktober: Matthew Sweeney, irischer Dichter und Kinderbuchautor († 2018)
- 22. Oktober: Yoshiki Tanaka, japanischer Schriftsteller
- 23. Oktober: Antjie Krog, südafrikanische Lyrikerin, Schriftstellerin und Journalistin
- 24. Oktober: David Weber, US-amerikanischer Science-Fiction- und Fantasy-Autor
- 26. Oktober: Andrew Motion, britischer Dichter, Romancier und Biograf
- 31. Oktober: Andrea Breth, deutsche Theater- und Opernregisseurin

- 16. November: Rick Atkinson, US-amerikanischer Journalist, Historiker und Sachbuchautor
- 21. November: Pedro Lemebel, chilenischer Schriftsteller
- 26. November: Jan Philipp Reemtsma, deutscher Schriftsteller und Publizist
- 30. November: Keith Giffen, US-amerikanischer Comicautor und -zeichner († 2023)

- 02. Dezember: David Carter, US-amerikanischer Sachbuchautor und Biograf († 2020)
- 03. Dezember: Nikolaus Stingl, deutscher literarischer Übersetzer
- 09. Dezember: C. J. Sansom, britischer Schriftsteller († 2024)
- 12. Dezember: Helen Dunmore, britische Schriftstellerin († 2017)
- 13. Dezember: Jean Rouaud, französischer Schriftsteller
- 24. Dezember: Kevin Killian, US-amerikanischer Autor, Dichter, Dramatiker und Herausgeber († 2019)
- 25. Dezember: Dorothea Grünzweig, deutsche Dichterin, Essayistin und Übersetzerin

### Genaues Datum unbekannt
- Hoda Barakat, libanesische Schriftstellerin
- Nassir Djafari, deutsch-iranischer Schriftsteller
- William Finnegan, US-amerikanischer Journalist und Schriftsteller
- Stephen Gregory, britischer Schriftsteller
- Inaam Kachachi, irakische Schriftstellerin, Journalistin und Filmemacherin

## Gestorben

### Erstes Halbjahr

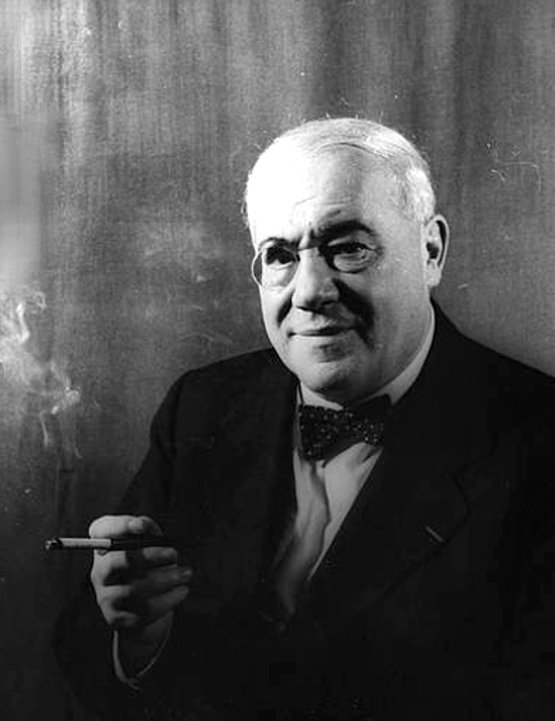
Ferenc Molnár, 16. Februar 1941, Fotograf Carl Van Vechten

- 22. Januar: Roger Vitrac, französischer Schriftsteller und Dramatiker (* 1899)
- 03. Februar: Kambara Ariake, japanischer Schriftsteller (* 1876)
- 07. Februar: Norman Douglas, schottischer Schriftsteller (* 1868)
- 10. Februar: Macedonio Fernández, argentinischer Schriftsteller (* 1874)
- 13. Februar: Josephine Tey, schottische Krimi-Autorin (* 1868)
- 12. Februar: Ernst Zahn, Schweizer Schriftsteller (* 1867)
- 13. Februar: Alfred Einstein, deutscher Musikwissenschaftler und Musikkritiker (* 1880)
- 19. Februar: Knut Hamsun, norwegischer Schriftsteller (* 1859)
- 25. Februar: Saitō Mokichi, japanischer Lyriker und Essayist (* 1882)
- 01. März: Mariano Azuela, mexikanischer Schriftsteller (* 1873)
- 01. März: Kume Masao, japanischer Schriftsteller (* 1891)
- 09. März: Alexandra Kollontai, russische Revolutionärin, Diplomatin und Schriftstellerin (* 1872)
- 01. April: Ferenc Molnár, ungarischer Schriftsteller und Journalist (* 1878)
- 15. April: Bruno Barilli, italienischer Komponist, Journalist und Schriftsteller (* 1880)
- 26. Mai: Eugene Jolas, US-amerikanischer Schriftsteller und Übersetzer (* 1894)
- 01. Juni: John Dewey, US-amerikanischer Philosoph (* 1859)

### Zweites Halbjahr

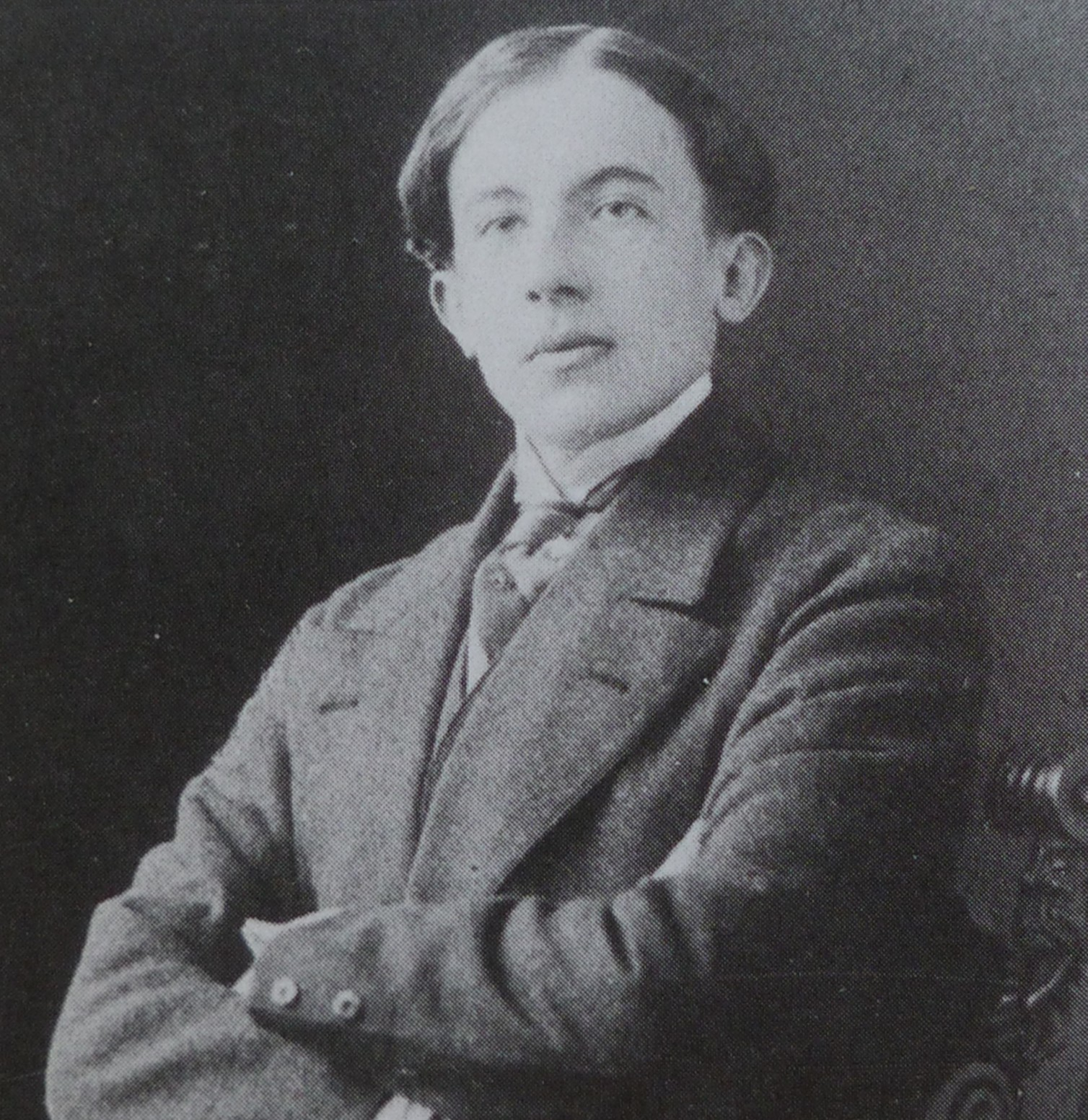
Paul Éluard, um 1911

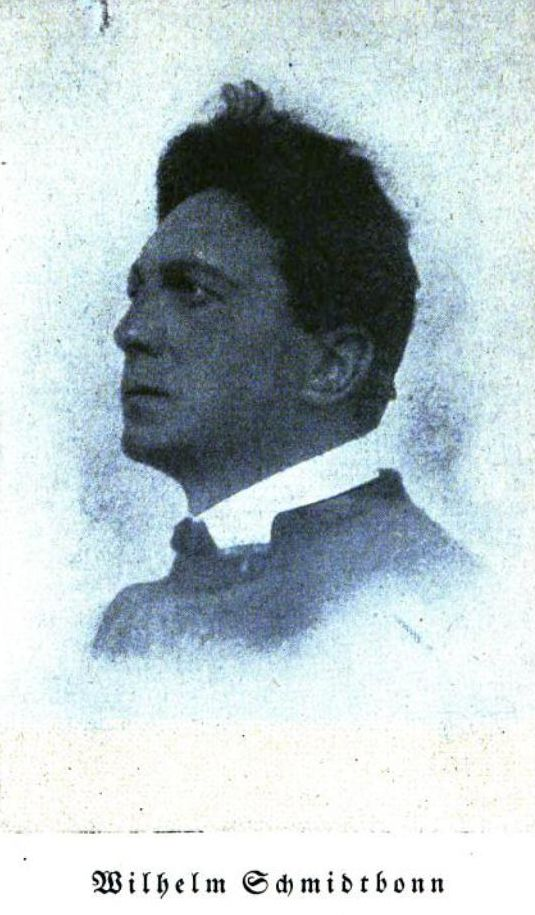
Wilhelm Schmidtbonn

- 01. Juli: Abraham Simon Wolf Rosenbach, US-amerikanischer Antiquar und Bibliophiler (* 1876)
- 03. Juli: Wilhelm Schmidtbonn, deutscher Schriftsteller (* 1876)
- 08. Juli: Karl Jakob Hirsch, deutscher Künstler und Schriftsteller (* 1892)
- 08. Juli: August Alle, estnischer Schriftsteller (* 1876)
- 31. Juli: Waldemar Bonsels, deutscher Schriftsteller (* 1880)
- 31. Juli: Clara Viebig, deutsche Erzählerin (* 1860)
- 15. August: Jesse Thoor, deutscher Schriftsteller (* 1905)
- 01. September: Kosugi Tengai, japanischer Schriftsteller (* 1865)
- 07. September. Wilhelm Ehlers, deutscher Schriftsteller und Journalist (* 1891)
- 11. September: Robert Lauterborn, deutscher Hydrobiologe, Zoologe, Botaniker und Wissenschaftshistoriker (* 1869)
- 17. September: Fred Sauer, österreichischer Schauspieler, Regisseur und Drehbuchautor (* 1886)
- 26. September: George Santayana, US-amerikanischer Philosoph und Schriftsteller (* 1863)
- 03. Oktober: Alfred Neumann, deutscher Schriftsteller (* 1895)
- 27. Oktober: Ludwig Fahrenkrog, deutscher Dichter und Maler (* 1867)
- 16. November: Charles Maurras, französischer Schriftsteller und politischer Publizist (* 1862)
- 18. November: Paul Éluard, französischer Lyriker, einer der bekanntesten Dichter des Surrealismus (* 1895)
- 20. November: Benedetto Croce, italienischer Philosoph, Humanist, Historiker und Schriftsteller (* 1866)
- 28. November: Ota Wićaz, sorbischer Literatur- und Kulturhistoriker und Schriftsteller (* 1874)
- 01. Dezember: Wilhelm Speyer, deutscher Schriftsteller (* 1887)
- 04. Dezember: Giuseppe Antonio Borgese, italienischer Kritiker, Essayist und Schriftsteller (* 1882)
- 06. Dezember: Cicely Hamilton, britische Schriftstellerin und Dramatikerin (* 1872)
- 20. Dezember: Heinrich Lilienfein, deutscher Schriftsteller und Generalsekretär der Deutschen Schillerstiftung (* 1879)
- 20. Dezember: Ivan Olbracht, tschechischer Schriftsteller, Publizist, Journalist und Übersetzer (* 1882)